# Leon Cort
Pour les articles homonymes, voir Cort (homonymie).
Terence Anthony Leon Cort est un footballeur guyano-anglais né le 11 septembre 1979 à Southwark en Angleterre. Il évoluait au poste de défenseur avec la sélection guyanienne.

## Biographie
Formé à Millwall, il ne s'impose pas et est prêté deux fois aux Forest Green Rovers et à Stevenage Borough, avant de rejoindre gratuitement Southend United en 2001.
À Southend, il s'impose rapidement comme un élément essentiel, disputant près de 140 matchs en trois ans dont 130 consécutivement sans blessure ni suspension, exceptionnel pour un stoppeur.
En fin de contrat en 2004, il s'engage à Hull City, club avec lequel il monte en Championship. En 2006, l'entraîneur d'Hull Peter Taylor devient celui de Crystal Palace, et fait venir Cort pour 1,25 M£.
À Crystal Palace, il devient très vite titulaire, et remporte même le titre de Joueur de la saison 2006-2007, seulement la saison suivante démarre mal et Peter Taylor est remplacé par Neil Warnock, qui ne veut pas du protégé de son prédécesseur. Cort est donc prêté juste après la nomination de Warnock, à Stoke City.
Pour la saison 2008-2009, Leon Cort signe définitivement à Stoke City pour 1,2 M£.
En janvier 2010, en panne de temps de jeu, il rejoint le Burnley FC en Premier League pour deux millions d'euros. Il joue 20 matchs puis est prêté le 25 novembre 2010 à Preston North End, club de Championship.
La saison suivante, Burnley le prête pour toute la saison à Charlton Athletic. Il finit par quitter Burnley en janvier 2012 par consentement mutuel.

## Vie personnelle
Ses grands frères, Wayne et Carl, ont joué au football à haut niveau, en non-league football pour Wayne et professionnellement en Premier League et en international guyanien pour Carl. Son demi-frère est Ruben Loftus-Cheek, international anglais de Chelsea.

## Palmarès
Stevenage Borough
- Coca-Cola League 2 (D4)
  - Champion : 2001

Charlton Athletic
- League One (D3)
  - Champion : 2012